# Emmerich Otto August von Estorff
Emmerich Otto August von Estorff (* 28. Oktober 1722 in Ebstorf; † 19. Oktober 1796 in Northeim) war ein kurfürstlich braunschweigisch-lüneburgischer Generalleutnant.

## Leben
Er entstammt dem in der Lüneburger Heide ansässigen Adelsgeschlecht von Estorff. Seine Eltern waren Ludolf Otto von Estorff († 1759) und dessen Ehefrau Eleonore de Farcy de St.Laurant (1701–1784), die einzige Tochter des kurfürstlich braunschweig-lüneburgischen Generalleutnants der Kavallerie Amaury de Farcy de Saint-Laurent (1652–1729).
Im Jahre 1741 wurde er Offizier und 1753 Rittmeister bei der Leibgarde. Nach dem Eintritt des Kurfürstentums Hannover in den Siebenjährigen Krieg als Koalitionspartner Preußens und Großbritanniens wechselte er am 1. April 1757 als Brigademajor von der Kavallerie in den Generalstab. Diesem gehörte er, zunächst unter dem Oberbefehl des Herzogs August Wilhelm von Cumberland, dann des Herzogs Ferdinand von Braunschweig, seit 1760 als 2. Generaladjutant, bis zum Friedensschluss an. Er nahm am 1. August 1759 an der Schlacht bei Minden teil. Estorff wurde mit der Siegesnachricht nach London gesandt und dort von König Georg II. am 10. August zum Oberstleutnant befördert. Am 8. Dezember 1761 wurde er Oberst und am 9. Dezember 1762 Generalquartiermeister. Diese Stelle, welche er bis zu seinem Tod innehatte, war jedoch durch den Frieden von Hubertusburg von 1763 zum Nebenamt geworden. 1764 gehörte der Oberst zu den Gründungsmitgliedern der Celler Landwirtschaftsgesellschaft.
Estorff war außerdem Chef eines Kavallerieregiments. Zunächst befehligte er das 3. Reiterregiment und seit 1766 das 8. Dragonerregiment. Sein Stabsquartier hatte er zuerst in Grohnde an der Weser, dann in der Stadt Northeim. Als Regimentschef förderte er die Ausbildung seiner Offiziere. An der von ihm in Northeim gegründeten Kadettenschule unterrichtete seit 1778 Gerhard von Scharnhorst. Diesen hatte Estorff nach Auflösung der Militärschule des Grafen Wilhelm zu Schaumburg-Lippe († 1777) auf dem Wilhelmstein als Fähnrich in sein hannoversches Regiment aufgenommen. Seine eigenen Ansichten zur Offiziersausbildung hat Estorff in einer Denkschrift niedergelegt, die in Teilen im Militär-Wochenblatt veröffentlicht ist. Am 9. September 1777 wurde er zum Generalleutnant und 1781 zum Generalinspekteur der Kavallerie ernannt.

### Familie
Er war zweimal verheiratet. Seine erste Frau Helene von der Schulenburg (* 6. Oktober 1734; † 9. Dezember 1776) – Tochter des Generalleutnants Adolph Friedrich von der Schulenburg – heiratete er am 28. Mai 1761. Nach ihrem Tod heiratete er  am 18. Juli 1777 in Moringen Luise Albertine von Münchhausen (* 22. Juni 1754; † 15. August 1810).